# Unterschichtenfernsehen
Unterschichtenfernsehen ist eine abwertende Bezeichnung für bestimmte Fernsehsender und -sendungen, meistens für kommerzielle Privatsender. Mit dem Begriff wird ein einheitlicher Mediengebrauch einer sozialen Gruppe vorausgesetzt und (ab-)wertend beurteilt.

## Verwendung
Erstmals wurde der Ausdruck 1995 vom Satiremagazin Titanic verwendet. Im englischsprachigen Raum haben Tichenor, Donohue und Olien bereits 1970 davor gewarnt, dass durch das Fernsehen eine immer ausgeprägtere Wissenskluft entstehe und „Kluge klüger und Dumme dümmer“ würden, sich also eine mediale Klassengesellschaft entwickle.
Paul Noltes Buch Generation Reform (2004) verwendet das Wort im Sinne einer „neuen Unterschicht“, die mangelnde Bildung kennzeichne. Nolte bezieht sich dabei explizit auf die mangelnde Bildung, wodurch auch überdurchschnittlich gut Verdienende einbezogen sind und er das Thema vom reinen Wohlstandsaspekt löst.
Populär wurde das Wort durch Harald Schmidt, dessen Harald Schmidt Show bis 2003 auf Sat.1 und ab 2004 in der ARD lief. 2005 verwendete er das Wort „Unterschichtenfernsehen“ in einer Sendung in Bezug auf seinen damals früheren Arbeitgeber Sat.1 und die anderen Privatsender. Kurz darauf kündigte Schmidt jedoch an, den Ausdruck künftig nicht mehr benutzen zu wollen. Als Grund nannte er, dass er die Wahrnehmung seiner Person angesichts der großen Medienwirkung des Begriffs nicht wieder mit einem Klischee verbunden sehen wolle.

### Medienwissenschaftliche Verwendung
Der Medienwissenschaftler Jochen Hörisch gebrauchte dann explizit den Begriff „Unterschichtenfernsehen“ im Frühjahr 2001 für die Privatsender RTL und Sat.1. Die Medienwissenschaft beschreibt „Unterschichtenfernsehen“ nicht als eine empirische Tatsache, sondern untersucht das Sprechen, das sich an diesem Begriff entzündet, auf seine Vorannahmen und Konsequenzen. In diesem Sinne – und unter Bezug auf die Theorien der Gouvernementalität – bezeichnete 2009 der Medienwissenschaftler Thomas Waitz „Unterschichtenfernsehen“ als eine „Regierungstechnologie“. Eine affirmative Verwendung des Begriffes kritisierend, untersucht Waitz Diskurse, die ein so behauptetes Fernsehen konstruieren, und fragt danach, wie sich in den so entwickelten Vorstellungen Annahmen über soziale Verhältnisse und deren Veränderbarkeit eingeschrieben haben. Kennzeichnend sei, so Waitz, dass das, was als „Unterschichtenfernsehen“ bezeichnet werde, zugleich „Objekt und Instrument politischer Intervention“ sei (S. 55). Die gouvernementale Funktion des Sprechens vom „Unterschichtenfernsehen“ begründet sich darin, dass es seinen Gegenstand in einer Weise konstituiere, damit sie dieser der Wissensproduktion und zugleich der regulierenden Intervention zugänglich werde, dabei jedoch stets die Möglichkeit der Distinktion bestehe:

„Über ihn [den Gegenstand ‚Unterschichtenfernsehen‘] formiert sich ein Interdiskurs, der im Anschluss an ein ökonomisches, wohlfahrtsstaatliches oder medienpädagogisches Spezialwissen Kommunikation ermöglicht. ‚Unterschichtenfernsehen‘ ist kein vorgängiges Phänomen, kein ‚Auswuchs‘, kein ‚Problem‘, das es in der ein oder anderen Weise zu lösen gilt, sondern eine Problematisierung.“

Und diese „Problematisierung“, so Waitz, wirke exkludierend: „Unterschichtenfernsehen“ sei das, wovon sich eine bürgerliche Medienkritik absetzen könne (ebd.)

## Kritik
Die meist negativ belegte Benennung „Unterschicht“ für einkommensschwache und „bildungsferne“ Mitglieder der Gesellschaft bildet die Grundlage,
auf der die Bezeichnung „Unterschichtenfernsehen“ einem Mangel an Geschmack und Bildung zugeschrieben wird. So transportiere die Bezeichnung „Unterschichtenfernsehen“ die Angst der Mittelschicht vor Verarmung: „Guck nicht mit den Schmuddelkindern“. Auch Norbert Bolz kritisierte diese im Begriff unterlegte Zuschreibung, da es heute nicht mehr möglich sei, Mediengebrauch schichtspezifisch zu unterscheiden.
Die ProSiebenSat.1 Media AG legte im April 2005 eine Studie vor, die zeigen sollte, dass auch Gutverdienende und überdurchschnittlich Gebildete Privatfernsehen konsumieren. Die Interpretation der Daten durch die zu dem Konzern gehörige Vermarktungsgesellschaft SevenOneMedia ist jedoch umstritten, da zum einen die Unabhängigkeit der Untersuchung in Frage gestellt werden kann und zum anderen die Aussage über sämtliche Inhalte des Privatfernsehens hinweg nur eingeschränkt Aussagen über die spezielle Zusammensetzung der angesprochenen Konsumenten von Affektfernsehen und Reality-TV erlauben.